# Sycozoa mirabilis
Sycozoa mirabilis är en sjöpungsart som först beskrevs av Asajiro Oka 1912.  Sycozoa mirabilis ingår i släktet Sycozoa och familjen Holozoidae. Inga underarter finns listade i Catalogue of Life.